# Станція (Японія)

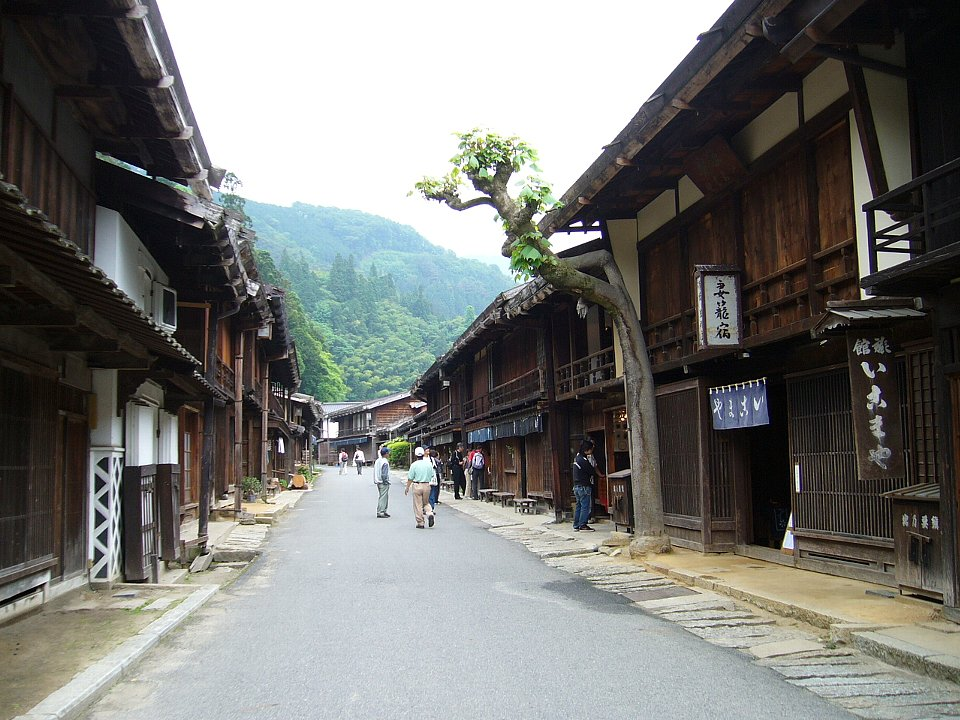
Станція Цумаґо на Середгірському шляху.

Ста́нція (【宿場】, шюкуба) — в Японії XVII — XIX століття назва невеликого містечка, яке слугувало подорожною станцією — місцем для відпочинку, заміни коней і транспорту, ночівлі у заїздах. Розташовувалося вздовж П'яти головних шляхів країни, а також малих доріг. Мало численні постоялі двори, чайні, купецькі комори, нелегальні доми розпуси тощо. Мусило постійно утримувати визначену владою кількість коней і робітників для допомоги офіційним кур'єрам. Також — заїзд, погост (【宿場町』 шюкуба-мачі, 【宿駅】, шюкуекі）.